# Кінонагорода MTV за найкращу бійку
Кінонагорода MTV за найкращу бійку (англ. MTV Movie Award for Best Fight) за якісні сцени бійки у фільмах вручається з 1996 року. Нагорода не присуджувалася 2017-го та 2020-го року. Переможці обираються публічним голосуванням.

## Переможці
| Рік  | Переможці                                                | Фільм                                |  |
| ---- | -------------------------------------------------------- | ------------------------------------ |  |
| 1996 | Адам Сендлер / Боб Баркер                                | Щасливчик Гілмор                     |  |
| 1997 | Файруза Балк / Робін Танні                               | Чаклунство                           |  |
| 1998 | Вілл Сміт / Едгар Баг                                    | Люди в чорному                       |  |
| 1999 | Бен Стіллер / Пес Паффі                                  | Дещо про Мері                        |  |
| 2000 | Кіану Рівз / Лоренс Фішберн                              | Матриця                              |  |
| 2001 | Чжан Цзиї / Весь бар                                     | Тигр підкрадається, дракон ховається |  |
| 2002 | Джекі Чан / Кріс Такер / Гонконгська банда               | Година пік 2                         |  |
| 2003 | Йода / Крістофер Лі                                      | Зоряні війни: Атака клонів           |  |
| 2004 | Ума Турман / Чіякі Куріяма                               | Убити Білла. Фільм 1                 |  |
| 2005 | Ума Турман / Деріл Ганна                                 | Убити Білла. Фільм 2                 |  |
| 2006 | Бред Пітт / Анджеліна Джолі                              | Містер і місіс Сміт                  |  |
| 2007 | Джерард Батлер / Роберт Мейлет                           | 300 спартанців                       |  |
| 2008 | Шон Фаріс / Кем Жіганде                                  | Ніколи не здавайся                   |  |
| 2009 | Кем Жіганде / Роберт Паттінсон                           | Сутінки                              |  |
| 2010 | Бейонсе / Елі Лартер                                     | Одержимість                          |  |
| 2011 | Роберт Паттінсон / Брайс Даллас Говард / Ксав'єр Семюель | Сутінки. Сага: Затемнення            |  |

| Рік  | Переможці | Фільм                                         |  |
| ---- | --- | --------------------------------------------- |  |
| 2012 | Дженніфер Лоренс / Джош Гатчерсон / Александер Людвіг                                                                       | Голодні ігри                                  |  |
| 2013 | Роберт Дауні (молодший) / Кріс Еванс / Марк Раффало / Кріс Гемсворт / Скарлет Йогансон / Джеремі Реннер проти Том Гіддлстон | Месники                                       |  |
| 2014 | Орландо Блум / Еванджелін Ліллі / Орки                                                                                      | Хоббіт: Пустка Смога                          |  |
| 2015 | Ділан О'Браєн / Вілл Поултер                                                                                                | Той, що біжить лабіринтом                     |  |
| 2016 | Раян Рейнольдс / Ед Скрейн                                                                                                  | Дедпул                                        |  |
| 2018 | Галь Гадот / Німецькі солдати                                                                                               | Диво-жінка                                    |  |
| 2019 | Брі Ларсон / Джемма Чан | Капітан Марвел                                |  |
| 2021 | Елізабет Олсен / Кетрін Ган                                                                                                 | (фільм) ВандаВіжен                            |  |
| 2021 | Кім Кардашян / Кортні Кардашян                                                                                              | (реаліті-шоу) Keeping Up With The Kardashians |  |
| 2022 | Сідні Свіні / Алекса Демі                                                                                                   | (фільм) Ейфорія                               |  |
| 2022 | Блер Константино / Рекс Вілер                                                                                               | (реаліті-шоу) Королівські перегони Ру Пола    |  |
| 2023 | Кортні Кокс / Примарне обличчя                                                                                              | Крик 6                                        |  |

## Цікаві факти
- Рекордсменами за кількістю зібраних нагород (2) є Ума Турман, Кем Жіганде та Роберт Паттінсон.